# Magyaralmás
Magyaralmás község Fejér vármegyében, a Móri járásban.

## Fekvése
A Móri-árokban fekszik, a megyeszékhely Székesfehérvár és Mór között nagyjából félúton, az utóbbihoz valamivel közelebb.
A közvetlenül határos települések: észak felől Csákberény, kelet felől Zámoly, délkelet felől Sárkeresztes, nyugat felől Fehérvárcsurgó, északkelet felől pedig Söréd. Csak kevés híja van annak, hogy nem határos dél felől még Mohával is.

### Megközelítése
Legfontosabb közúti megközelítési útvonala a Székesfehérvártól Móron át Győrig vezető 81-es főút. A főút a község délnyugati határszéle mellett húzódik végig, de központját nem érinti, azon csak a 81 116-os számú mellékút halad végig.
Vasútvonal nem érinti, bár a nyugati határszéle közelében húzódik a Székesfehérvár–Komárom-vasútvonal.

## Története
A falu az Árpád korban már lakott település volt. Első írásos említése egy 1193-as oklevélben található, ebben Almas néven szerepel. Legközelebb 1304-ben “almas” alakban bukkan fel egy oklevélben. “Magyar-Almás” formában 1851-ben, a jelenlegi Magyaralmás elnevezést – nem hivatalosan – 1897-ben olvashatjuk. Ezt a névalakot 1903 óta tekinthetjük hivatalosnak.
A hagyomány úgy tudja, hogy Árpád vezér után nyerte ez a völgy a nevét, amely déli irányban húzódik Almástól, s valaha itt lehetett egy település, esetleg egy nomád hagyományoknak megfelelő nyári szálláshely.
Tény, hogy a falu eredetileg királyi birtok volt, lévén Fejér vármegye területe a fejedelmi törzs szálláshelye volt, s később, ajándékozás útján került ki a királyi család kezéből.
Magyaralmás a magyar hadtörténelemben több ízben is szerephez jut, így a török korban 1593-ban, majd 1601-ben és 1602-ben. Wathay Ferenc fehérvári várkapitány is megemlékezik a településről históriás énekében.
Az 1593-as ütközet, amely a török és a keresztény hadak között zajlott a városért, Almás és Zámoly között dúlt, s korábban – tévesen – pákozdi csataként emlegették.
A második világháború magyarországi eseményei során, az utolsó hónapokban, 1944 karácsonya és 1945. március 18. között igen súlyos harcok dúltak a faluban illetve annak határában.

## Közélete

### Polgármesterei
- 1990–1994: Sántha Elek (független)[7]
- 1994–1998: Sántha Elek (független)[8]
- 1998–2001: Sántha Elek (Fidesz-FKgP-MDF-MKDSZ)[9]
- 2001–2002: Szilassy László (Fidesz)[10][11]
- 2002–2006: Szilassy László (Fidesz)[12]
- 2006–2010: Vas Istvánné (Fidesz-KDNP)[13]
- 2010–2014: Vas Istvánné (Fidesz-KDNP)[14]
- 2014–2019: Vas Istvánné (Fidesz-KDNP)[15]
- 2019–2024: Pap Tibor (független)[16]
- 2024– : Pap Tibor (független)[1]

A településen 2001. december 2-án időközi polgármester-választást tartottak, az előző polgármester lemondása miatt.

## Népesség
A település népességének változása:
| Lakosok száma | 1539 | 1523 | 1546 | 1613 | 1629 | 1625 | 1642 |
|               | 2013 | 2014 | 2015 | 2021 | 2022 | 2023 | 2024 |

A 2011-es népszámlálás során a lakosok 88,8%-a magyarnak, 1,4% németnek, 0,3% románnak mondta magát (10% nem nyilatkozott; a kettős identitások miatt a végösszeg nagyobb lehet 100%-nál). A vallási megoszlás a következő volt: római katolikus 37,5%, református 23,7%, evangélikus 0,6%, görögkatolikus 0,4%, felekezeten kívüli 16,8% (19,9% nem nyilatkozott).
2022-ben a lakosság 93,4%-a vallotta magát magyarnak, 1,4% németnek, 0,2% románnak, 0,1-0,1% lengyelnek, örménynek, cigánynak, ruszinnak és szlováknak, 2,9% egyéb, nem hazai nemzetiségűnek (6,5% nem nyilatkozott; a kettős identitások miatt a végösszeg nagyobb lehet 100%-nál). Vallásuk szerint 26% volt római katolikus, 20,4% református, 0,6% evangélikus, 0,2% görög katolikus, 1,5% egyéb keresztény, 1,2% egyéb katolikus, 15,8% felekezeten kívüli (34,3% nem válaszolt).

## Nevezetességei
- A római katolikus templom, amely provinciális barokk stílusban épült 1787 és 1791 között. (Műemléki védelem alatt áll.) A templomot Áron Nagy Lajos festőművész 1940-41-ben készített alkotásai díszítették, azonban ezek a front alatt aknatalálat következtében megsemmisültek. A település legrégebbi épülete a katolikus paplak, nagy valószínűséggel 1760-ban már létezett. A "kastélyként" emlegetett bérlőlak 1910-12 között épült.
- Bronzkori leletek

## Ismert lakói
- Itt született és egész életében itt is élt Auszmann György (1894–1969) magyarországi német származású gazdálkodó, kommunista párti országgyűlési képviselő.
- Itt született Schmidt Gábor (1944–2014) kertészmérnök, dendrológus, növénynemesítő, egyetemi tanár.